# پتروپاولوفکا (شهرستان تاتیشلینسکی، باشقیرستان)
پتروپاولوفکا (انگلیسی: Petropavlovka, Tatyshlinsky District, Republic of Bashkortostan) یک شهرک در شهرستان تاتیشلینسکی استان باشقیرستان کشور روسیه است.